# Vuelta a Murcia 2016
La Vuelta a Murcia 2016, ufficialmente Vuelta Ciclista a la Región de Murcia Costa Calida, trentaseiesima edizione della corsa e valida come evento dell'UCI Europe Tour 2016 categoria 1.1, si è svolta il 13 febbraio 2016 su un percorso di 199,3 km. 
È stata vinta dal belga Philippe Gilbert, al traguardo con il tempo di 5h02'19".
Partenza a San Javier con 129 ciclisti, dei quali 103 tagliarono il traguardo a Murcia.

## Percorso
Da San Javier a Murcia, per 199,3 Km. Tre i punti nevralgici del percorso, coincidenti con altrettanti Gran Premi della Montagna: il primo, di 2ª cat., dopo poco più di 100 km e subito seguito dal secondo, il più duro, il cui scollinamento è posto al km 111 di gara. A questo punto vi è un lungo tratto in discesa e pianura prima di arrivare alla terza salita (3ª cat.), posta a quindici chilometri all'arrivo.

## Squadre e corridori partecipanti
| N.    | Cod. | Squadra                     |
| ----- | ---- | --------------------------- |
| 1-7   | AST  | Astana Pro Team             |
| 11-17 | MOV  | Movistar Team               |
| 21-27 | BMC  | BMC Racing Team             |
| 31-37 | KAT  | Team Katusha                |
| 41-47 | DEN  | Direct Énergie              |
| 51-57 | COF  | Cofidis, Solutions Crédits  |
| 61-67 | CCC  | CCC Sprandi Polkowice       |
| 71-77 | BOA  | Bora-Argon 18               |
| 81-87 | CJR  | Caja Rural-Seguros RGA      |
| 91-97 | TSV  | Topsport Vlaanderen-Baloise |

| N.      | Cod. | Squadra                       |
| ------- | ---- | ----------------------------- |
| 101-107 | GAZ  | Gazprom-RusVelo               |
| 111-117 | FSC  | Funvic Soul Cycles-Carrefour  |
| 121-127 | MTR  | Matrix Powertag               |
| 131-137 | EUS  | Euskadi Basque Country-Murias |
| 141-147 | ESP  | Selezione spagnola            |
| 151-157 | BUR  | Burgos BH                     |
| 161-167 | VAT  | Verva-ActiveJet               |
| 171-176 | LHL  | Louletano-Hospital de Loulé   |
| 181-187 | ROP  | Roompot Oranje Peloton        |

## Ordine d'arrivo (Top 10)
| Pos. | Corridore          | Squadra     | Tempo    |
| ---- | ------------------ | ----------- | -------- |
| 1    | Philippe Gilbert   | BMC         | 5h02'19" |
| 2    | Alejandro Valverde | Movistar    | s.t.     |
| 3    | Il'nur Zakarin     | Katusha     | s.t.     |
| 4    | Luis León Sánchez  | Astana      | s.t.     |
| 5    | Ben Hermans        | BMC         | a 4"     |
| 6    | Tanel Kangert      | Astana      | a 15"    |
| 7    | Tejay van Garderen | BMC         | a 18"    |
| 8    | Dario Cataldo      | Astana      | a 1'05"  |
| 9    | Daniel Navarro     | Cofidis     | a 1'06"  |
| 10   | Víctor de la Parte | CCC Sprandi | a 1'09"  |